# Italiens Grand Prix 2023
Italiens Grand Prix 2023, officiellt Formula 1 Pirelli Gran Premio d'Italia 2023, var ett Formel 1-lopp som kördes den 3 september 2023 på Autodromo Nazionale Monza i Italien. Loppet var det femtonde loppet ingående i Formel 1-säsongen 2023 och kördes över 51 varv. 53 varv var dock planerade.

## Ställning i mästerskapet före loppet
| Pos. | Förare            | Poäng |
| ---- | ----------------- | ----- |
| 1    | Max Verstappen    | 339   |
| 2    | Sergio Pérez      | 201   |
| 3    | Fernando Alonso   | 168   |
| 4    | Lewis Hamilton    | 156   |
| 5    | Carlos Sainz, Jr. | 102   |

| Pos. | Konstruktör           | Poäng |
| ---- | --------------------- | ----- |
| 1    | Red Bull              | 540   |
| 2    | Mercedes              | 255   |
| 3    | Aston Martin-Mercedes | 215   |
| 4    | Ferrari               | 201   |
| 5    | McLaren-Mercedes      | 111   |

- Notering: Endast de fem bästa placeringarna i vardera mästerskap finns med på listorna.

## Kvalet
| Pos.                    | Nr. | Förare           | Konstruktör                | Kvaltider | Kvaltider | Kvaltider | Start- grid |
| Pos.                    | Nr. | Förare           | Konstruktör                | Q1        | Q2        | Q3        | Start- grid |
| ----------------------- | --- | ---------------- | -------------------------- | --------- | --------- | --------- | ----------- |
| 1                       | 55  | Carlos Sainz Jr. | Ferrari                    | 1:21.965  | 1:20.991  | 1:20.294  | 1           |
| 2                       | 1   | Max Verstappen   | Red Bull Racing-Honda RBPT | 1:21.573  | 1:20.937  | 1:20.307  | 2           |
| 3                       | 16  | Charles Leclerc  | Ferrari                    | 1:21.788  | 1:20.977  | 1:20.361  | 3           |
| 4                       | 63  | George Russell   | Mercedes                   | 1:22.148  | 1:21.382  | 1:20.671  | 4           |
| 5                       | 11  | Sergio Pérez     | Red Bull Racing-Honda RBPT | 1:21.911  | 1:21.240  | 1:20.688  | 5           |
| 6                       | 23  | Alexander Albon  | Williams-Mercedes          | 1:21.661  | 1:21.272  | 1:20.760  | 6           |
| 7                       | 81  | Oscar Piastri    | McLaren-Mercedes           | 1:22.106  | 1:21.527  | 1:20.785  | 7           |
| 8                       | 44  | Lewis Hamilton   | Mercedes                   | 1:21.977  | 1:21.369  | 1:20.820  | 8           |
| 9                       | 4   | Lando Norris     | McLaren-Mercedes           | 1:21.995  | 1:21.581  | 1:20.979  | 9           |
| 10                      | 14  | Fernando Alonso  | Aston Martin-Mercedes      | 1:22.043  | 1:21.543  | 1:21.417  | 10          |
| 11                      | 22  | Yuki Tsunoda     | AlphaTauri-Honda RBPT      | 1:21.852  | 1:21.594  | N/A       | 11          |
| 12                      | 40  | Liam Lawson      | AlphaTauri-Honda RBPT      | 1:22.112  | 1:21.758  | N/A       | 12          |
| 13                      | 27  | Nico Hülkenberg  | Haas-Ferrari               | 1:22.343  | 1:21.776  | N/A       | 13          |
| 14                      | 77  | Valtteri Bottas  | Alfa Romeo-Ferrari         | 1:22.249  | 1:21.940  | N/A       | 14          |
| 15                      | 2   | Logan Sargeant   | Williams-Mercedes          | 1:21.930  | 1:21.944  | N/A       | 15          |
| 16                      | 24  | Zhou Guanyu      | Alfa Romeo-Ferrari         | 1:22.390  | N/A       | N/A       | 16          |
| 17                      | 10  | Pierre Gasly     | Alpine-Renault             | 1:22.545  | N/A       | N/A       | 17          |
| 18                      | 31  | Esteban Ocon     | Alpine-Renault             | 1:22.548  | N/A       | N/A       | 18          |
| 19                      | 20  | Kevin Magnussen  | Haas-Ferrari               | 1:22.592  | N/A       | N/A       | 19          |
| 20                      | 18  | Lance Stroll     | Aston Martin-Mercedes      | 1:22.860  | N/A       | N/A       | 20          |
| 107 %-gränsen: 1:27.283 |     |                  |                            |           |           |           |             |
| Källor:                 |     |                  |                            |           |           |           |             |

## Loppet
Max Verstappen vann loppet och tog sin tionde seger i rad. Han slog därmed Sebastian Vettels rekord från 2013 för flest raka vinster i Formel 1. 
| Pos.                                                                    | Nr. | Förare           | Konstruktör                | Varv | Tid/Bröt    | Grid | Poäng |
| ----------------------------------------------------------------------- | --- | ---------------- | -------------------------- | ---- | ----------- | ---- | ----- |
| 1                                                                       | 1   | Max Verstappen   | Red Bull Racing-Honda RBPT | 51   | 1:13:41.143 | 2    | 25    |
| 2                                                                       | 11  | Sergio Pérez     | Red Bull Racing-Honda RBPT | 51   | +6.064      | 5    | 18    |
| 3                                                                       | 55  | Carlos Sainz Jr. | Ferrari                    | 51   | +11.193     | 1    | 15    |
| 4                                                                       | 16  | Charles Leclerc  | Ferrari                    | 51   | +11.377     | 3    | 12    |
| 5                                                                       | 63  | George Russell   | Mercedes                   | 51   | +23.028     | 4    | 10    |
| 6                                                                       | 44  | Lewis Hamilton   | Mercedes                   | 51   | +42.679     | 8    | 8     |
| 7                                                                       | 23  | Alexander Albon  | Williams-Mercedes          | 51   | +45.106     | 6    | 6     |
| 8                                                                       | 4   | Lando Norris     | McLaren-Mercedes           | 51   | +45.449     | 9    | 4     |
| 9                                                                       | 14  | Fernando Alonso  | Aston Martin-Mercedes      | 51   | +46.294     | 10   | 2     |
| 10                                                                      | 77  | Valtteri Bottas  | Alfa Romeo-Ferrari         | 51   | +1:04.056   | 14   | 1     |
| 11                                                                      | 40  | Liam Lawson      | AlphaTauri-Honda RBPT      | 51   | +1:10.638   | 12   |       |
| 12                                                                      | 81  | Oscar Piastri    | McLaren-Mercedes           | 51   | +1:13.074   | 7    |       |
| 13                                                                      | 2   | Logan Sargeant   | Williams-Mercedes          | 51   | +1:18.557   | 15   |       |
| 14                                                                      | 24  | Zhou Guanyu      | Alfa Romeo-Ferrari         | 51   | +1:20.164   | 16   |       |
| 15                                                                      | 10  | Pierre Gasly     | Alpine-Renault             | 51   | +1:22.510   | 17   |       |
| 16                                                                      | 18  | Lance Stroll     | Aston Martin-Mercedes      | 51   | +1:27.266   | 20   |       |
| 17                                                                      | 27  | Nico Hülkenberg  | Haas-Ferrari               | 50   | +1 varv     | 13   |       |
| 18                                                                      | 20  | Kevin Magnussen  | Haas-Ferrari               | 50   | +1 varv     | 19   |       |
| DNF                                                                     | 31  | Esteban Ocon     | Alpine-Renault             | 39   | Styrning    | 18   |       |
| DNS                                                                     | 22  | Yuki Tsunoda     | AlphaTauri-Honda RBPT      | 0    | Motor       | –    |       |
| Snabbaste varvet: Oscar Piastri (McLaren-Mercedes) – 1:25.072 (varv 43) |     |                  |                            |      |             |      |       |
| Källor:                                                                 |     |                  |                            |      |             |      |       |